# Forsskaolea hereroensis
Forsskaolea hereroensis är en nässelväxtart som beskrevs av Schinz. Forsskaolea hereroensis ingår i släktet Forsskaolea och familjen nässelväxter. Inga underarter finns listade i Catalogue of Life.